# Psilocină
Psilocina (4-hidroxi-dimetiltriptamina) este un compus organic natural derivat de dimetiltriptamină, acționând ca psihedelic. Compusul este prezent în majoritatea speciilor de ciuperci halucinogene, împreună cu psilocibina, care este prodrogul acestuia. Efectele sunt similare cu cele induse de LSD și DMT.